# Лао Кај (покрајина)
Лао Кај (виј. Lao Cai) је једна од 58 покрајина Вијетнама. Налази се у региону Североисток (Вијетнам). Заузима површину од 6.383,9 km². Према попису становништва из 2009. у покрајини је живело 614.595 становника. Главни град је Лао Кај.